# Violet Alva
Pour les articles homonymes, voir Alva.
Violet Hari Alva, née le 24 avril 1908 à Ahmedabad en Inde, morte le 20 novembre 1969, est une avocate, journaliste et femme politique indienne, ministre et vice-présidente d'assemblée parlementaire.
Elle est notamment nommée ministre d'État déléguée aux Affaires intérieures en 1957, puis élue vice-présidente de la Rajya Sabha de 1962 à 1969. Elle est membre du partiCongrès national indien.
Elle est la première femme avocate à plaider devant une Haute Cour en Inde et la première femme à présider la Rajya Sabha, la chambre haute du parlement indien.

## Jeunesse et formation
Violet Alva est née Violet Hari le 24 avril 1908 à Ahmedabad dans l'État du Gujarat, au nord-ouest de l'Inde. Elle est la huitième de neuf enfants. Le père de Violet Hari, le révérend Laxman Hari, est l'un des premiers pasteurs indiens de l'Église d'Angleterre. Ayant perdu ses deux parents à l'âge de seize ans, ses frères et sœurs plus âgés assurent son éducation jusqu'à son inscription au couvent de Bombay's Clare Road. Elle est diplômée du St. Xavier's College de Bombay, et du Government Law College. Pendant quelques années, elle est professeur d'anglais à l'université des femmes indiennes de Bombay.

## Carrière
En 1944, Violet Alva est la première femme avocate en Inde à plaider une affaire devant la Haute Cour au grand complet. En 1944, elle lance un magazine féminin, « The Begum », rebaptisé plus tard « Indian Women ». De 1946 à 1947, elle est vice-présidente de Bombay Municipal Corporation. En 1947, elle est juge honoraire à Mumbai, puis de 1948 à 1954, elle est présidente du tribunal pour mineurs. Elle participe activement à de nombreuses organisations sociales comme l'Association chrétienne des jeunes femmes, l'Association des femmes d'affaires et professionnelles et la Fédération internationale des femmes juristes. Elle est la première femme à être élue au Comité permanent de la All India Newspaper Editors Conference en 1952.
En 1952, Violet Alva est élue à la Rajya Sabha, la chambre haute du Parlement indien, où elle apporte des contributions significatives au planning familial, aux droits des animaux soumis à la recherche et à la stratégie de défense, en particulier le secteur naval. Elle avertit le gouvernement de faire preuve de prudence dans ses relations avec les détenteurs étrangers de capitaux et soutient les États linguistiques. Après la deuxième élection générale indienne en 1957, elle devient ministre d'État déléguée aux Affaires intérieures.
En 1962, Violet Alva devient la vice-présidente de la Rajya Sabha, devenant ainsi la première femme de l'histoire à présider des séances de la Rajya Sabha. Elle sert pendant deux législatures consécutives à la Rajya Sabha. Son premier mandat commence le 19 avril 1962 et dure jusqu'au 2 avril 1966. Son second mandat commence avec son élection aux fonctions de vice-présidente le 7 avril 1966. Elle reste à ce poste jusqu'au 16 novembre 1969,.
En 1969, Violet Alva démissionne après qu'Indira Gandhi ait refusé de la soutenir en tant que vice-présidente de l'Inde.

## Vie privée
En 1937, Violet Hari épouse Joachim Alva, homme politique, avocat et journaliste, qui deviendra combattant de la liberté et parlementaire. Les deux époux mettent en place un cabinet juridique. Les Alvas ont deux fils, Niranjan et Chittaranjan, et une fille, Maya. Niranjan Alva a épousé Margaret Alva, parlementaire et ancienne gouverneure du Rajasthan et du Gujarat.
En 1943, Violet Alva est arrêtée par les autorités indiennes britanniques. Elle emmène avec elle son bébé de cinq mois, Chittaranjan, à la prison d'Arthur Road où elle est emprisonnée.

### Mort et postérité
Cinq jours après sa démission de la charge de vice-présidente de la Rajya Sabha, à 7 h 45 du matin (IST) le 20 novembre 1969, elle meurt dans sa résidence de New Delhi, d'une hémorragie cérébrale.
À la mort d'Alva, les séances des deux chambres du Parlement sont ajournées pour un court intervalle ce jour-là en signe de deuil. Le Premier ministre Indira Gandhi l'a décrite comme une « travailleuse affable et dévouée à la cause nationale qui avait ouvert la voie aux femmes ». Elle a ajouté que pendant le mandat de Violet Alva à la vice-présidence de la Rajya Sabha, elle était douce mais ferme lors de la conduite des débats. La présidente du Rajya Sabha Gopal Swarup Pathak, rappelant la participation de Violet Alva au mouvement Quit India, a estimé qu'elle avait laissé une « tradition de dignité et d'impartialité ». Atal Bihari Vajpayee, alors un dirigeant du Bharatiya Jana Sangh, s'est rappelé qu'elle avait porté son bébé de cinq mois en prison pendant le Mouvement et a estimé qu'elle n'avait pas été traitée équitablement par l'INC. Des dirigeants de tous les horizons politiques tels que Era Sezhiyan, AK Gopalan et Nirmal Chandra Chatterjee ont également rendu hommage à Violet Alva en faisant l'éloge de sa vie simple.
En 2007, un portrait de Joachim et Violet Alva, le premier couple parlementaire de l'histoire, a été inauguré au Parlement. En 2008, année du centenaire de la naissance de Violet Alva, un timbre commémorant le couple est émis par le gouvernement indien,.